# Ulrike Syha
Ulrike Syha (* 26. Februar 1976 in Wiesbaden) ist eine deutsche Dramatikerin und Übersetzerin.

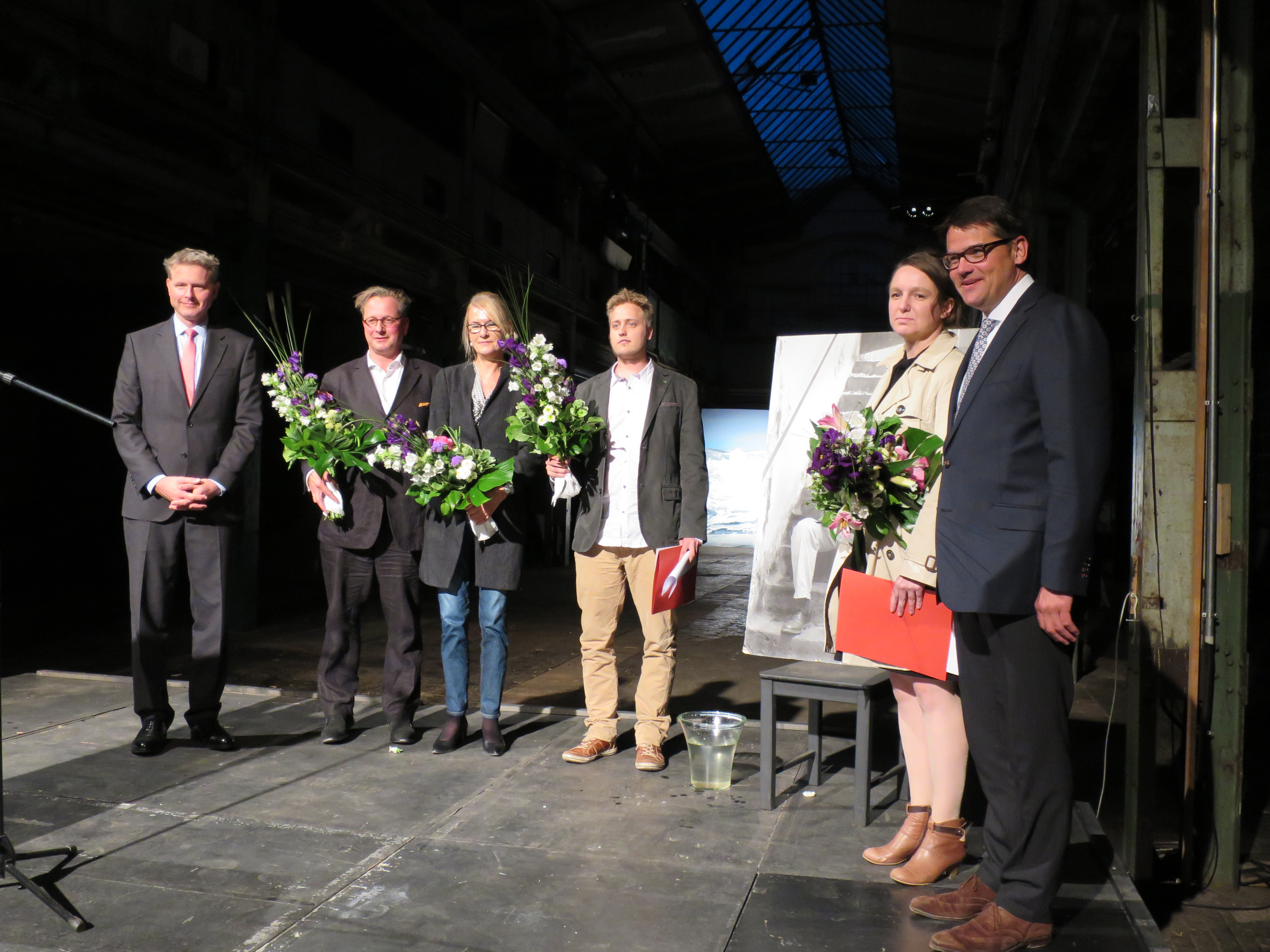
Ulrike Syha bei der Verleihung des Robert Gernhardt Preises am 10. September 2014 (2. von rechts)

## Leben
Ulrike Syha bestand 1995 ihr Abitur am Rabanus-Maurus-Gymnasium in Mainz und durchlief danach ein Jahrespraktikum am Staatstheater Darmstadt. Ab 1996 studierte sie Dramaturgie an der Hochschule für Musik und Theater „Felix Mendelssohn Bartholdy“ Leipzig. Von 1999 bis 2002 war Syha als Regieassistentin am Schauspiel Leipzig engagiert, wo sie u. a. mit Wolfgang Engel, Konstanze Lauterbach, Matthias Brenner und Johanna Schall zusammenarbeitete. 2002 nahm sie an der Schreibwerkstatt des Deutschen Schauspielhauses in Hamburg teil.
2006/2007 war Ulrike Syha Stipendiatin der Akademie Schloss Solitude in Stuttgart, 2007/2008 Stipendiatin der Stiftung Künstlerdorf Schöppingen, und 2008 erhielt sie ein dreimonatiges Aufenthaltsstipendium der Deutschen Akademie Rom Casa Baldi.
Mit ihren Stücken „Privatleben“ (2009) und „Nomaden“ (2003) war sie zu den Mülheimer Dramatikertagen eingeladen.
Ulrike Syha arbeitet auch als Übersetzerin (englisch–deutsch) für den Rowohlt Theater Verlag. Dramentexte u. a. von Davide Enia, Wallace Shawn, Alan Ayckbourn, Jeff Baron, Ahlam, sowie von Martin Crimp wurden von ihr übertragen.
Am 10. September 2014 wurde ihr der Robert-Gernhardt-Preis für ihr Romanprojekt Der Korridor in der Naxoshalle in Frankfurt am Main verliehen.
Syhas Dramentext Drift gewann den mit 10.000 Euro dotierten Autorenpreis des Heidelberger Stückemarkts 2018. Das Theaterstück handelt von der notorischen Verweigerungshaltung gegenüber Veränderungen in einer norddeutschen Dorfgesellschaft.
2019 erhielt Ulrike Syha für ihr Stück „Der öffentliche Raum“ einen der Hamburger Literaturpreise.
Von Januar 2020 bis Mitte Juni 2020 war sie Fellow am Hanse-Wissenschaftskolleg, Delmenhorst. Der dort im Rahmen des Programms „Fiction Meets Science“ entstandene Text zur Lebens- und Arbeitssituation von zeitgenössischen Wissenschaftlern sollte im November 2020 am Oldenburgischen Staatstheater uraufgeführt werden, musste bislang aber pandemiebedingt verschoben werden.
Seit Sommer 2003 lebt Ulrike Syha als freie Bühnenautorin in Hamburg.

## Bühnenwerke
- Kunstrasen, Uraufführung im Schauspiel Leipzig am 28. September 2001
- Autofahren in Deutschland, Uraufführung im Thalia Theater (Hamburg) am 1. Dezember 2002
- Nomaden, Uraufführung im Landestheater Tübingen am 15. März 2003
- Fremdenzimmer I-III
  - Teil I: Uraufführung im Rahmen des „Hotel-Projekts“ des Staatstheaters Kassel in Koproduktion mit dem Forum junge Dramaturgie am 1. Juni 2002
  - Teil II: Uraufführung im Theater Aachen im Rahmen der „Enervé-Monologe“ am 29. Juni 2003
  - Teil III: Uraufführung im Theaterdiscounter in Berlin am 21. Mai 2003
- Da drängt was, Uraufführung im Theaterhaus Jena am 28. Oktober 2004
- Fünf vor Null / Export, zusammen mit John von Düffel, Uraufführung im Theater der Altmark Stendal am 17. September 2005
- Gewerbe, Uraufführung im Theater der Stadt Heidelberg am 27. November 2005
- China Shipping, Uraufführung am Theater an der Gumpendorfer Straße in Wien am 14. April 2007
- Der Passagier, Uraufführung im Staatstheater Stuttgart am 9. Februar 2007
- Privatleben, Uraufführung im Theater Chemnitz am 4. Oktober 2008
- Fracht (Nautisches Denken I-IV), Uraufführung am Theater Chemnitz 2010[8]
- Herr Schuster kauft eine Straße, Uraufführung am Nationaltheater Mannheim 2010[9]
- Radikale, Uraufführung am Theater Chemnitz 2012[10]
- Mao und ich, Uraufführung am Nationaltheater Mannheim 2013[11]
- Nora, Hedda und ihre Schwestern, Uraufführung am Badischen Staatstheater Karlsruhe am 6. Oktober 2018[12]
- Drift, Uraufführung im Theater der Stadt Heidelberg am 26. April 2019
- Der öffentliche Raum, Uraufführung am Theater Drachengasse, Wien, März 2020[13]
- Das Institut, Uraufführung ursprünglich geplant für November 2020 am Oldenburgischen Staatstheater (UA pandemiebedingt verschoben), Uraufführung am 16. Mai 2022 am Theater Drachengasse, Wien (Regie: Sandra Schüddekopf)[14][15]

## Hörspiele
- Autofahren in Deutschland, Regie: Beate Andres, Produktion: Deutschlandradio Kultur 2002
- Epizentrum, Regie: Antje Vowinckel, Produktion: NDR 2010

## Auszeichnungen
- 2002: Kleist-Förderpreis für Autofahren in Deutschland
- 2002: Nominierung für den Autorenpreis des Heidelberger Stückemarkts
- 2003: Teilnahme an den 28. Mülheimer Theatertagen „Stücke 2003“ mit Nomaden
- 2005: Finalistin an den St. Galler Autorentagen mit Gewerbe
- 2008: Aufenthaltsstipendium am LCB Berlin[16]
- 2009: Teilnahme Mülheimer Theatertage 2009 mit Privatleben
- 2010: Hamburger Förderpreis für Literatur
- 2014: Robert-Gernhardt-Preis für ihr Romanprojekt Der Korridor[17]
- 2015: Walter-Serner-Preis für die Kurzgeschichte Jin Mao (zu gleichen Teilen mit Rochus Stordeur)
- 2018: AutorenPreis des Heidelberger Stückemarkts für Drift
- 2019: Hamburger Literaturpreis[18]
- 2023: Hamburger Literaturpreis in der Kategorie Lyrik, Drama, Experimentelles für Der analoge Mensch[19]

## Belege
1. ↑  Übersicht Ulrike Syha. Abgerufen am 15. Februar 2021.
2. ↑  Nomaden. 18. Juli 2014, abgerufen am 15. Februar 2021.
3. ↑  Profil Ulrike Syha, Kurzbiografie beim Rowohlt Theater Verlag, abgerufen am 27. April 2019.
4. ↑  Preise beim 35. Heidelberger Stückemarkt vergeben: Ulrike Syhas Abdriften der Provinz, nachtkritik.de vom 29. April 2018, abgerufen am 27. April 2019.
5. ↑  Michael Wolf: Ulrike Syha erhält Hamburger Literaturpreis. Abgerufen am 15. Februar 2021 (deutsch).
6. ↑  Hanse-Wissenschaftskolleg - Institute for Advanced Study: Fellows. Abgerufen am 15. Februar 2021.
7. ↑  Hanse-Wissenschaftskolleg - Institute for Advanced Study: Fellows. Abgerufen am 15. Februar 2021.
8. ↑  rowohlt-Theaterverlag :: Fracht (Nautisches Denken I- IV). Abgerufen am 15. Februar 2021.
9. ↑  rowohlt-Theaterverlag :: Herr Schuster kauft eine Straße. Abgerufen am 15. Februar 2021.
10. ↑  rowohlt-Theaterverlag :: Radikale. Abgerufen am 15. Februar 2021.
11. ↑  rowohlt-Theaterverlag :: Mao und ich. Abgerufen am 15. Februar 2021.
12. ↑  Elisabeth Maier: „Auswege aus dem Ehekäfig“ Karlsruhes neue Schauspieldirektorin Anna Bergmann inszeniert Henrik Ibsen in einer Bearbeitung von Ulrike Syha, Rezension auf nachtkritik.de vom 6. Oktober 2018, abgerufen am 27. April 2019.
13. ↑  rowohlt-Theaterverlag :: Der öffentliche Raum. Abgerufen am 15. Februar 2021.
14. ↑  rowohlt-Theaterverlag :: Das Institut. Abgerufen am 19. Mai 2022.
15. ↑  Das Institut. In: drachengasse.at. Abgerufen am 19. Mai 2022.
16. ↑  Ulrike Syha. In: Literarisches Colloquium Berlin. Abgerufen am 15. Februar 2021.
17. ↑  Robert-Gernhardt-Preis an Ulrike Syha und Kurt Drawert, Der Standard vom 24. Juni 2014, abgerufen am 8. Juli 2014.
18. ↑  KulturPort De Kultur-Magazin Hamburg: Hamburger Literaturpreise: Saša Stanišićs „Herkunft“ ist Hamburger „Buch des Jahres“ 2019. 19. November 2019, abgerufen am 15. Februar 2021 (deutsch).
19. ↑  Hamburger Literaturpreise gehen an zwölf Autorinnen, Autoren, Übersetzerinnen und Übersetzer. In: Pressemitteilung der Behörde für Kultur und Medien. 10. November 2023, abgerufen am 4. Dezember 2023.

| Personendaten    | Personendaten                          |
| ---------------- | -------------------------------------- |
| NAME             | Syha, Ulrike                           |
| KURZBESCHREIBUNG | deutsche Dramatikerin und Übersetzerin |
| GEBURTSDATUM     | 26. Februar 1976                       |
| GEBURTSORT       | Wiesbaden                              |